# En même temps toute la terre et tout le ciel
En même temps toute la terre et tout le ciel (titre original: A Tale for the Time Being) est un roman métafiction de Ruth Ozeki publié en 2013 aux États-Unis chez l'éditeur Viking Press.